# François-Xavier Alix
Pour les articles homonymes, voir Alix.
François-Xavier Alix est un journaliste français, né à Crozon (Finistère) le 23 janvier 1935 et décédé à Vern-sur-Seiche (Ille-et-Vilaine) le 27 janvier 2007.

## Biographie
Titulaire d'une licence de philosophie, François-Xavier Alix a fait toute sa carrière de journaliste au sein du quotidien Ouest-France. Il a exercé d'abord à Landerneau et Brest, avant de rejoindre le siège du journal à Rennes. Créateur de la page Economique et Social, puis rédacteur en chef adjoint d'Eugène Brûlé, il a ensuite exercé les fonctions de rédacteur en chef de 1986 à 1991.
Il a poursuivi sa carrière en tant que secrétaire général du journal jusqu'à son départ à la retraite, en octobre 1995. Humaniste, croyant et érudit, il s'est ensuite investi dans des activités de médiation et la rédaction d'essais, dont trois ont été édités.
Il est décédé le 27 janvier 2007, après deux ans de lutte contre un cancer du cerveau. Il était marié à Annick Alix, et père de quatre garçons (François-Dominique, Pierre-Yves, Ronan, Erwan).

## Œuvres
- Une éthique pour l'information, De Gutenberg à Internet (1997)
- Insertion et médiation, Essai sur le mal-être français (2001)
- L'avenir de Dieu, Foi et raison même combat (2004)